# Mercedes Fernández López
Mercedes Fernández López (Sagrillas, Albacete, 3 de agosto de 1930) es un personaje de ficción de la serie de televisión española Cuéntame cómo pasó, interpretada por la actriz Ana Duato. Al principio de la serie, era una mujer tradicional, madre de familia y ama de casa. Pero con el transcurso del tiempo se fue convirtiendo en una mujer emprendedora y empresaria que acude a la universidad para cursar la licenciatura en economía, rompiendo con los clichés de la época.

## Biografía
Mercedes Fernández López nació el 3 de agosto de 1930 en Sagrillas, Albacete. Es hija de Rafael Fernández, fallecido en 1948 y Herminia López.
De joven, Merche, como la llaman algunos, era una joven alta y esbelta, por lo que en el pueblo la conocían como La Seca.
Su marido, Antonio Alcántara Barbadillo, es también oriundo del pueblo de Sagrillas, y ambos se conocen desde niños. Se casaron en 1948 y tuvieron a sus dos primeros hijos en el pueblo: Inés, nacida en 1948, y Toni, nacido en 1950.
Años después, por la dura vida en el pueblo y por la mala relación con su suegra, Purificación, la familia tomó la decisión de trasladarse a Madrid. Allí, Antonio consiguió trabajo y el dinero suficiente para poder mantener a toda la familia, que incluía también a la madre de Merche, Herminia. En 1969, Purificación vuelve a vivir con ellos en Madrid sus últimos meses de vida, pues fallece en su casa del pueblo en la primavera de 1970. En ese año, Mercedes encuentra una niña en la calle abandonada de pocos meses, a la cual acoge y bautiza. Finalmente, aparece su madre biológica. 
En Madrid el matrimonio tuvo dos hijos más: Carlos, nacido el 10 de julio de 1960 y María Alcántara Fernández, nacida el 31 de octubre de 1971.
Mercedes empezó cosiendo pantalones para almacenes Simeón. Posteriormente, junto a su vecina y amiga Nieves, creó una boutique llamada Meyni (acrónimo de sus nombres). Dicha empresa se hizo acreedora de un gran prestigio, logrando que Don Pablo, una persona que nunca fue de fiar para Merche, se convirtiera en el socio capitalista de la marca, cosa que provocó muchas discusiones entre ambos, así como muchos enfrentamientos con su esposo Antonio.
Tiempo después, Meyni desapareció debido a la crisis económica que afectó de lleno a su socio capitalista en 1971. Este hecho hizo que Nieves dejara el barrio y se fuera a vivir con su nuevo amante a Benidorm.En ese año participa en un programa de televisión española llamado la Mujer Ideal, donde se presenta como madre,esposa y trabajadora. Después de esto, Mercedes descubre que está embarazada de su nueva hija, María, y se va al pueblo para ocultar su estado a su marido. Pasado un tiempo, abrió junto a Pili una peluquería en el barrio, se sacó el carnet de conducir, y lo más importante, entró en la Universidad para estudiar Economía, carrera que terminó al cabo de los años. Decide estudiar una carrera universitaria cuando empieza a dar clases de costura en un centro de la sección femenina. 
Su entrada en la Universidad le acarreó muchos problemas y comenzó a meterse en temas de política, uniéndose a un grupo feminista. En esa época, Mercedes representó la imagen de la mujer moderna.
A raíz de la quiebra económica que atravesaba la familia a finales de 1979, Mercedes empezó a trabajar en una inmobiliaria donde consiguió hacerse un nombre dentro del negocio. En un viaje a Valencia en 1980, se notó un bulto en la mama izquierda y se descubrió que padecía un cáncer de mama.
En 1982, su matrimonio con Antonio atravesó su peor crisis cuando se enteró de la infidelidad que mantenía su marido con una experta en vinos llamada Paz. Al enterarse, Mercedes echó de casa a su marido. Se reconciliaron a principios del año siguiente, cuando viajaron a Tánger creyendo que su hijo Toni había muerto en un accidente de coche.
En 1985, coincidiendo con su 37.º aniversario de boda, y el conato de boda de su hija Inés con José Ignacio, renovó sus votos matrimoniales con Antonio. En septiembre del año siguiente, se sometió a una reconstrucción mamaria.
Mercedes se separa de Antonio en 1990 por desacuerdos en el matrimonio, siendo ella la que decide romper la relación, e inicia un noviazgo con Max, con el que finalmente decide no seguir. Cuando Antonio es atropellado en 1992, la situación vuelve a unirlos y el matrimonio se da una nueva oportunidad, que los mantiene unidos hasta la muerte de Antonio en 2021. 
A principios de la década de los noventa, Mercedes crea una empresa de ropa especializada en mujeres de talla grande, en la que contrata a mujeres víctimas de violencia en el matrimonio. Mantiene esa empresa, con la que llega a diseñar un traje para Rocío Jurado, y a crear vestidos para desfiles de modelos ante grandes diseñadores (cumpliendo un sueño), hasta finales de la década de los noventa. 
Su último negocio es un atelier de costura en el barrio de San Genaro para mujeres del barrio. 
- Datos: Q6010846